# フヤ (小惑星)
フヤ（38628 Huya、フーヤー、西：Juyá）は、太陽系外縁天体の一つ。冥王星に良く似た、海王星軌道と交叉する軌道を持つ。公転周期は海王星と3:2の共鳴関係にあり、冥王星族に分類される。
2000年3月10日、ベネズエラのメリダで、国立ロス・アンデス大学天文研究センター (CIDA) のイグナシオ・フェリン (Ignacio Ferrin) により発見された（その後、1996年まで遡る観測記録が見つかっている）。発見当時としては最も明るく大きい外縁天体として観測され、直径は597kmと推定された。後に下方修正されたが、マイケル・ブラウンの分類では冥王星型天体の候補たりうる大きさである。
周辺の天体によく見られる特徴と共通して赤い表面を持つ。この色は古くから表面にある有機化合物（ソリン）によるものと推測されている。
フヤという名は、ベネズエラやコロンビアの先住民であるワニュー族 (Wayúu) の神話の雨と豊穣の神、フーヤーに由来する。
フヤは2019年3月18日にガイア計画のカタログに含まれる11等星であるGaia DR2 4352760586390566400とい恒星を掩蔽した。この掩蔽は事前に予測され、観測可能領域が中央ヨーロッパを横切るという好条件だったため観測の呼びかけが行われ、アマチュア天文家によるものも含めて18地点21台の望遠鏡で観測され、2022年にこの結果を総合した研究が公表された。これは、観測時点において太陽系外縁天体による恒星の掩蔽の観測としては最多の弦数で掩蔽を観測できた事例となった。この観測ではフヤの地球に向けた投影面の半径は411±7.3kmという高精度な値が得られた。これは電波観測に基づく従来の推定値406±16kmと精度よく一致するもので、このサイズと光度からアルベドは0.079±0.04と計算された。大気の存在を示す兆候は見つからず、仮に冥王星類似の大気が存在しても気圧10ナノバール以下のごく薄いものとされた。またフヤの周囲に塵やリングが存在することを示す副次的な減光も発見されなかった。